# Panesthia tepperi
Panesthia tepperi es una especie de cucaracha del género Panesthia, familia Blaberidae.

## Distribución
Esta especie se encuentra en Australia.